# Josef Javůrek
Josef Javůrek (* 25. August 1876 in Eger, Königreich Ungarn; † 20. Oktober 1942) war ein Fechter, der für das Königreich Böhmen und später für die Tschechoslowakei antrat.

## Karriere
Josef Javůrek startete bei den Olympischen Sommerspielen 1912 für Böhmen. Bei den Olympischen Sommerspielen 1920 und
1924 nahm er für die Tschechoslowakei teil.